# Goodenia heterochila
Goodenia heterochila är en tvåhjärtbladig växtart som beskrevs av Ferdinand von Mueller. Goodenia heterochila ingår i släktet Goodenia och familjen Goodeniaceae.

## Underarter
Arten delas in i följande underarter:
- G. h. foliosa
- G. h. racemosa